# Джонс, Фил
Фи́лип Э́нтони Джонс (англ. Philip Anthony Jones; родился 21 февраля 1992 года в Престоне), более известный как Фил Джонс (англ. Phil Jones, английское произношение: [fɪl ˈdʒəʊnz]) — английский футболист, защитник. Воспитанник клуба «Блэкберн Роверс», в основном составе которого дебютировал в 2009 году. С 2011 по 2023 год играл за «Манчестер Юнайтед». С 2011 по 2018 год выступал за национальную сборную Англии. Может сыграть на позиции центрального или крайнего защитника либо опорного полузащитника.

## Клубная карьера

### «Блэкберн Роверс»
В 2002 году Фил Джонс стал игроком молодёжной команды «Блэкберн Роверс». В основной состав клуба он был впервые включён в сезоне 2009/10, подписав в сентябре 2009 года двухлетний профессиональный контракт с «Блэкберном». Он получил футболку с номером «28». Дебют Джонса за основной состав «Блэкберна» состоялся 22 сентября 2009 года в матче Кубка Футбольной лиги против «Ноттингем Форест», который завершился победой «Роверс» со счётом 1:0. Его дебют в Премьер-лиге состоялся 21 марта 2010 года в матче против «Челси» на «Ивуд Парк», который завершился вничью со счётом 1:1. 4 мая 2010 года Джонс подписал с «Блэкберном» новый пятилетний контракт. В сезоне 2010/11 Фил Джонс начал выступать на позиции опорного полузащитника, завоевав место в основе. В декабре 2010 года получил травму колена в матче против «Вест Хэма», из-за которой пропустил несколько месяцев.

### «Манчестер Юнайтед»
13 июня 2011 года «Манчестер Юнайтед» объявил о подписании контракта с Джонсом. Футболист заключил с чемпионами Англии пятилетний контракт. 7 августа провёл свой первый официальный матч за «Юнайтед», выйдя на замену во втором тайме Суперкубка Англии против «Манчестер Сити». 13 августа дебютировал за «Манчестер Юнайтед» в Премьер-лиге, заменив получившего травму Рио Фердинанда в матче против «Вест Бромвича» в первом туре чемпионата. 22 августа впервые вышел в стартовом составе «Манчестер Юнайтед» в матче против «Тоттенхэма» на «Олд Траффорд», который завершился со счётом 3:0 в пользу хозяев поля. 10 сентября Джонс сделал две голевые передачи на Уэйна Руни в матче против «Болтон Уондерерс», завершившимся победой красных дьяволов со счётом 5:0. 16 октября в выездном матче против «Ливерпуля» Джонс сыграл в центре полузащиты — на этой позиции он уже играл в «Блэкберне». 3 декабря Фил Джонс забил свой первый гол в профессиональной карьере в матче против «Астон Виллы»; этот гол стал для «Юнайтед» победным в матче, завершившимся со счётом 1:0. 29 июня 2015 года Джонс подписал новый контракт с «Манчестер Юнайтед» до 2019 года, затем ему был предложен новый четырёхлетний контракт, истекающий в 2023 году. Летом 2023 года, после истечения контракта с клубом, Джонс стал свободным агентом.
В августе 2024 года объявил о завершении карьеры футболиста, заявив, что хочет заняться тренерской работой.

## Карьера в сборной
За сборную Англии до 19 лет Джонс дебютировал 17 ноября 2009 года в матча против сборной Турции, матч закончился победой англичан со счётом 3:1.
4 августа 2010 года Джонса вызвали в сборную Англии до 21 года. 10 августа в матче против молодёжной сборной Узбекистана Джонс вышел в стартовом составе, а на 46-й минуте его заменил защитник «Ливерпуля» Мартин Келли. Джонс принял участие в молодёжном чемпионате Европы, который прошёл в Дании в июне 2011 года. В последнем групповом матче англичан против сборной Чехии Джонс вышел на поле с капитанской повязкой.
5 августа 2011 года Джонс получил вызов в основную сборную Англии на товарищеский матч против сборной Нидерландов, однако матч впоследствии был отменён из-за беспорядков в Лондоне. 7 октября 2011 года Джонс дебютировал в составе первой сборной Англии в матче против Черногории. 12 ноября Джонс вышел в стартовом составе сборной на матч против Испании, который завершился победой англичан со счётом 1:0.
В мае 2014 года главный тренер сборной Англии Рой Ходжсон включил Джонса в заявку национальной команды на чемпионат мира. 24 июня Джонс дебютировал на чемпионате мира в матче группового этапа против сборной Коста-Рики.

### Матчи за сборную
| Матчи и голы Фила Джонса за национальную сборную Англии | Матчи и голы Фила Джонса за национальную сборную Англии | Матчи и голы Фила Джонса за национальную сборную Англии | Матчи и голы Фила Джонса за национальную сборную Англии | Матчи и голы Фила Джонса за национальную сборную Англии | Матчи и голы Фила Джонса за национальную сборную Англии | Матчи и голы Фила Джонса за национальную сборную Англии | Матчи и голы Фила Джонса за национальную сборную Англии |
| №                                                       | Дата                                                    | Соперник                                                | Место проведения                                        | Счёт                                                    | Голы                                                    | Турнир                                                  |                                                         |
| ------------------------------------------------------- | ------------------------------------------------------- | ------------------------------------------------------- | ------------------------------------------------------- | ------------------------------------------------------- | ------------------------------------------------------- | ------------------------------------------------------- | ------------------------------------------------------- |
| 1                                                       | 7 октября 2011                                          | Черногория                                              | Под Горицом                                             | 2:2                                                     |                                                         | Отборочный матч ЧЕ-2012                                 |                                                         |
| 2                                                       | 12 ноября 2011                                          | Испания                                                 | Уэмбли                                                  | 1:0                                                     |                                                         | Товарищеский матч                                       |                                                         |
| 3                                                       | 15 ноября 2011                                          | Швеция                                                  | Уэмбли                                                  | 1:0                                                     |                                                         | Товарищеский матч                                       |                                                         |
| 4                                                       | 29 февраля 2012                                         | Нидерланды                                              | Уэмбли                                                  | 2:3                                                     |                                                         | Товарищеский матч                                       |                                                         |
| 5                                                       | 26 мая 2012                                             | Норвегия                                                | Уллевол                                                 | 1:0                                                     |                                                         | Товарищеский матч                                       |                                                         |
| 6                                                       | 29 мая 2013                                             | Ирландия                                                | Уэмбли                                                  | 1:1                                                     |                                                         | Товарищеский матч                                       |                                                         |
| 7                                                       | 2 июня 2013                                             | Бразилия                                                | Маракана                                                | 2:2                                                     |                                                         | Товарищеский матч                                       |                                                         |
| 8                                                       | 14 августа 2013                                         | Шотландия                                               | Уэмбли                                                  | 3:2                                                     |                                                         | Товарищеский матч                                       |                                                         |
| 9                                                       | 15 ноября 2013                                          | Чили                                                    | Уэмбли                                                  | 0:2                                                     |                                                         | Товарищеский матч                                       |                                                         |
| 10                                                      | 4 июня 2014                                             | Эквадор                                                 | Сан Лайф-стэдиум                                        | 2:2                                                     |                                                         | Товарищеский матч                                       |                                                         |
| 11                                                      | 24 июня 2014                                            | Коста-Рика                                              | Минейран                                                | 0:0                                                     |                                                         | Чемпионат мира-2014                                     |                                                         |
| 12                                                      | 3 сентября 2014                                         | Норвегия                                                | Уэмбли                                                  | 1:0                                                     |                                                         | Товарищеский матч                                       |                                                         |
| 13                                                      | 8 сентября 2014                                         | Швейцария                                               | Санкт-Якоб-парк                                         | 2:0                                                     |                                                         | Отборочный матч ЧЕ-2016                                 |                                                         |
| 14                                                      | 27 марта 2015                                           | Литва                                                   | Уэмбли                                                  | 4:0                                                     |                                                         | Отборочный матч ЧЕ-2016                                 |                                                         |
| 15                                                      | 21 марта 2015                                           | Италия                                                  | Ювентус                                                 | 1:1                                                     |                                                         | Товарищеский матч                                       |                                                         |
| 16                                                      | 7 июня 2015                                             | Ирландия                                                | Авива                                                   | 0:0                                                     |                                                         | Товарищеский матч                                       |                                                         |
| 17                                                      | 14 июня 2015                                            | Словения                                                | Стожице                                                 | 3:2                                                     |                                                         | Отборочный матч ЧЕ-2016                                 |                                                         |
| 18                                                      | 12 октября 2015                                         | Литва                                                   | ЛФФ                                                     | 3:0                                                     |                                                         | Отборочный матч ЧЕ-2016                                 |                                                         |
| 19                                                      | 13 ноября 2015                                          | Испания                                                 | Стадион Хосе Рико Переса                                | 0:2                                                     |                                                         | Товарищеский матч                                       |                                                         |
| 20                                                      | 17 ноября 2015                                          | Франция                                                 | Уэмбли                                                  | 2:0                                                     |                                                         | Товарищеский матч                                       |                                                         |
| 21                                                      | 13 июня 2017                                            | Франция                                                 | Стад де Франс                                           | 2:3                                                     |                                                         | Товарищеский матч                                       |                                                         |
| 22                                                      | 1 сентября 2017                                         | Мальта                                                  | Национальный стадион                                    | 4:0                                                     |                                                         | Отборочный матч ЧМ-2018                                 |                                                         |
| 23                                                      | 4 сентября 2017                                         | Словакия                                                | Уэмбли                                                  | 2:1                                                     |                                                         | Отборочный матч ЧМ-2018                                 |                                                         |
| 24                                                      | 10 ноября 2017                                          | Германия                                                | Уэмбли                                                  | 0:0                                                     |                                                         | Товарищеский матч                                       |                                                         |
| 25                                                      | 1 июня 2018                                             | Коста-Рика                                              | Элланд Роуд                                             | 2:0                                                     |                                                         | Товарищеский матч                                       |                                                         |
| 26                                                      | 28 июня 2018                                            | Бельгия                                                 | Стадион Калининград                                     | 0:1                                                     |                                                         | ЧМ-2018. Групповой этап                                 |                                                         |
| 27                                                      | 14 июля 2018                                            | Бельгия                                                 | Стадион Санкт-Петербург                                 | 0:2                                                     |                                                         | ЧМ-2018. Матч за третье место                           |                                                         |

Итого: 27 матчей / 0 голов; 13 побед, 8 ничьих, 6 поражений.

## Достижения
«Манчестер Юнайтед»
- Чемпион Англии: 2012/13
- Обладатель Кубка Англии: 2016
- Обладатель Кубка Английской футбольной лиги: 2017
- Обладатель Суперкубка Англии (2): 2011, 2013
- Победитель Лиги Европы: 2016/17

Итого: 6 трофеев

## Статистика выступлений
По состоянию на 28 мая 2023 года
| Клуб              | Сезон            | Лига | Лига | Кубок Англии | Кубок Англии | Кубок лиги | Кубок лиги | Еврокубки | Еврокубки | Прочие | Прочие | Итого | Итого |
| Клуб              | Сезон            | Игры | Голы | Игры         | Голы         | Игры       | Голы       | Игры      | Голы      | Игры   | Голы   | Игры  | Голы  |
| ----------------- | ---------------- | ---- | ---- | ------------ | ------------ | ---------- | ---------- | --------- | --------- | ------ | ------ | ----- | ----- |
| Блэкберн Роверс   | 2009/10          | 9    | 0    | 1            | 0            | 2          | 0          | -         | -         | -      | -      | 12    | 0     |
| Блэкберн Роверс   | 2010/11          | 26   | 0    | 0            | 0            | 2          | 0          | -         | -         | -      | -      | 28    | 0     |
| Блэкберн Роверс   | Итого            | 35   | 0    | 1            | 0            | 4          | 0          | 0         | 0         | 0      | 0      | 40    | 0     |
| Манчестер Юнайтед | 2011/12          | 29   | 1    | 1            | 0            | 1          | 0          | 9         | 1         | 1      | 0      | 41    | 2     |
| Манчестер Юнайтед | 2012/13          | 17   | 0    | 4            | 0            | 0          | 0          | 3         | 0         | 0      | 0      | 24    | 0     |
| Манчестер Юнайтед | 2013/14          | 26   | 1    | 0            | 0            | 4          | 1          | 8         | 1         | 1      | 0      | 39    | 3     |
| Манчестер Юнайтед | 2014/15          | 22   | 0    | 2            | 0            | 0          | 0          | -         | -         | -      | -      | 24    | 0     |
| Манчестер Юнайтед | 2015/16          | 10   | 0    | 0            | 0            | 1          | 0          | 2         | 0         | -      | -      | 13    | 0     |
| Манчестер Юнайтед | 2016/17          | 18   | 0    | 2            | 0            | 3          | 0          | 3         | 0         | 0      | 0      | 26    | 0     |
| Манчестер Юнайтед | 2017/18          | 23   | 0    | 2            | 0            | 0          | 0          | 0         | 0         | 0      | 0      | 25    | 0     |
| Манчестер Юнайтед | 2018/19          | 18   | 0    | 2            | 0            | 1          | 0          | 3         | 0         | 0      | 0      | 24    | 0     |
| Манчестер Юнайтед | 2019/20          | 2    | 0    | 1            | 1            | 2          | 0          | 3         | 0         | 0      | 0      | 8     | 1     |
| Манчестер Юнайтед | 2020/21          | 0    | 0    | 0            | 0            | 0          | 0          | 0         | 0         | 0      | 0      | 0     | 0     |
| Манчестер Юнайтед | 2021/22          | 4    | 0    | 1            | 0            | 0          | 0          | 0         | 0         | 0      | 0      | 5     | 0     |
| Манчестер Юнайтед | 2022/23          | 0    | 0    | 0            | 0            | 0          | 0          | 0         | 0         | 0      | 0      | 0     | 0     |
| Манчестер Юнайтед | Итого            | 169  | 2    | 15           | 1            | 12         | 1          | 31        | 2         | 2      | 0      | 229   | 6     |
| Всего за карьеру  | Всего за карьеру | 204  | 2    | 16           | 1            | 16         | 1          | 31        | 2         | 2      | 0      | 269   | 6     |